# Cultura de Vietnam

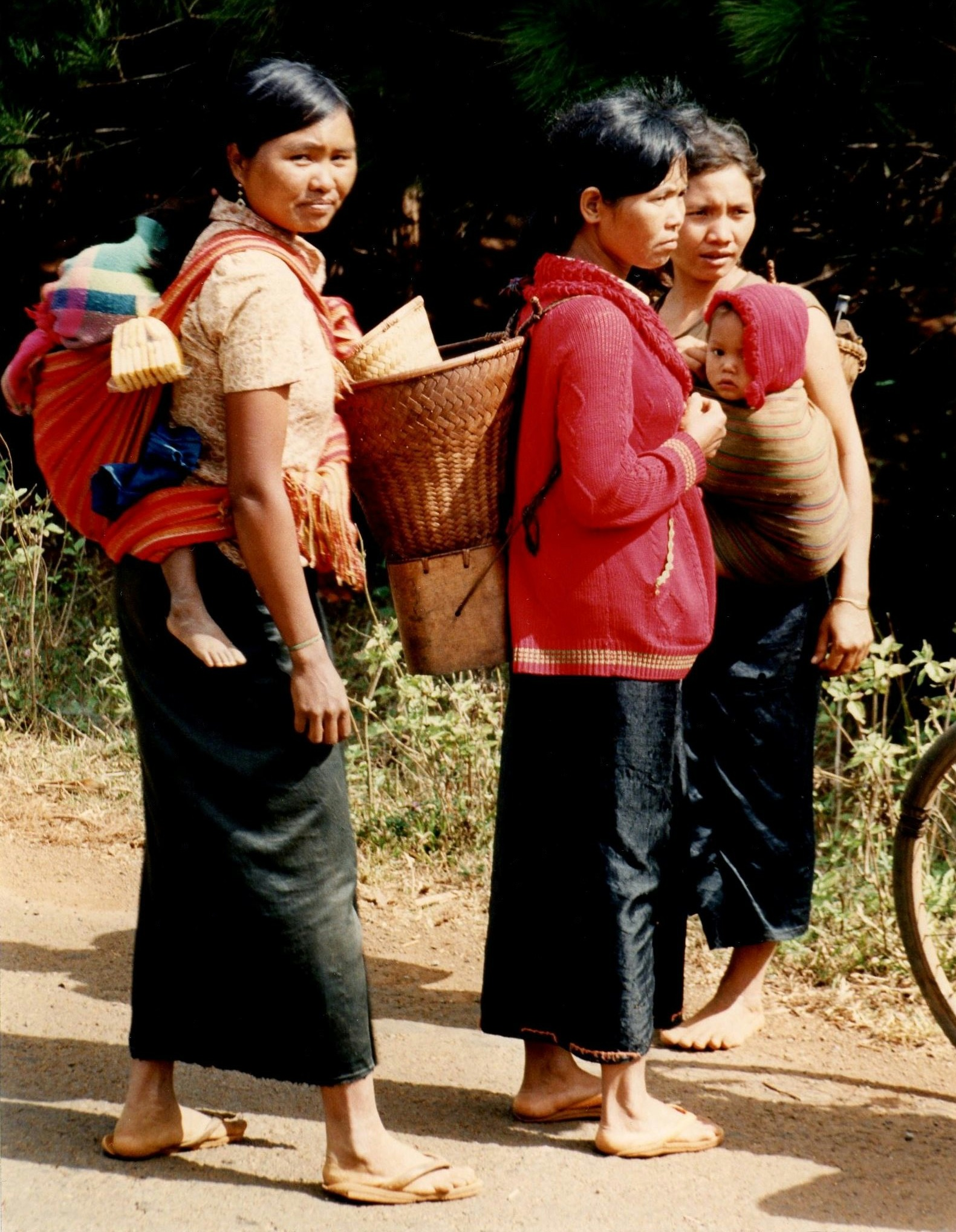
Mujeres Mnong.

La cultura de Vietnam, una civilización agrícola basada en la cosecha húmeda de arroz, es una de las más antiguas de Asia Oriental. Debido a la gran influencia china en su civilización, en términos de política, gobierno y ética confuciana social y moral, se considera a la cultura de Vietnam por parte de la cultura de Asia Oriental. 
Después de la independencia de China en el siglo X, Vietnam comenzó su expansión al sur que vio la anexión de territorios anteriormente pertenecientes a la civilización de Champa (actualmente centro de Vietnam) y partes del Imperio jemer (hoy el sur de Vietnam), lo que se tradujo en variaciones regionales poco significativas en la cultura de Vietnam debido a la exposición a estos diferentes grupos étnicos.
Durante el período colonial francés, la cultura vietnamita recibió influencias comerciales de los europeos, incluyendo la propagación del catolicismo y la adopción del alfabeto latino. Al respecto, Vietnam es la única nación que no es una isla de Indochina que utiliza el alfabeto latino para escribir el idioma nacional. 
En la época socialista, la vida cultural de Vietnam ha sido profundamente influida por los medios de comunicación y las influencias culturales de programas socialistas. Durante muchas décadas, las influencias culturales extranjeras fueron rechazadas, en cambio apreciando y promoviendo la cultura de las naciones comunistas como la Unión Soviética, China, Cuba y otros. A partir de la década de 1990, Vietnam ha experimentado una mayor re-exposición a la cultura y medios de comunicación de Asia, Europa y América.
Algunos elementos generalmente considerados como característicos de la cultura de vietnamita incluyen la veneración de los ancestros, respeto de los valores de la comunidad y familia, la artesanía y el trabajo manual, y la devoción al estudio. Símbolos importantes presentes en la cultura de Vietnam incluyen dragones, tortugas, flores de loto y bambú.

## Sociedad

### Organización
La sociedad está organizada en dos niveles principales que son el làng (pueblo) y el nước (país). Los vietnamitas usualmente dicen que «làng va de la mano con nước». Las unidades intermedias de organización son huyện (distrito) y tỉnh (provincia).

### Parentesco
El parentesco juega un papel importante en Vietnam. A diferencia del énfasis de la cultura occidental en el individualismo, la cultura oriental valora los papeles de la familia y la clanidad. Comparando con las culturas orientas, la cultura de China valora la familia sobre los valores del clan mientras que la cultura vietnamita valora al clan por sobre la familia. Cada clan tiene un patriarca, un altar del clan, y conmemoraciones de muerte con la participación de todo el clan. 
La mayoría de los habitantes están relacionados por sangre. Este hecho todavía se puede observar en los nombres de pueblos como Đặng Xá (sitio del clan Đặng), Châu Xá, Lê Xá, etc. En el altiplano occidental, sigue siendo popular la tradición de que muchas familias de un clan residan en una casa comunal. En la mayoría de las zonas rurales de Vietnam, hoy en día todavía se puede ver tres o cuatro generaciones viviendo bajo un mismo techo. 
Debido a que el parentesco tiene un papel importante en la sociedad, hay una jerarquía compleja de relaciones. En la sociedad vietnamita, hay nueve generaciones distintas. Prácticamente todas las conmemoraciones y celebraciones dentro de un clan siguen los principios de estas nueve generaciones. Las personas más jóvenes pueden tener una posición alta en la jerarquía familiar que una persona mayor y debe ser respetado como un anciano. Por ejemplo, sí el padre de un niño fuera más viejo, pero tiene un primo más viejo cuyo padre fue más joven que el padre del primer hijo, entonces el primer hijo debería tener un papel más alto. En otras palabras, sí eres más joven que tú primo pero tú tío es más joven que tú padre, tendrás un papel más alto. 
Este complejo sistema de relaciones, como resultado del confucionismo y las normas sociales, se transmite particularmente a través de un uso extensivo de pronombres en el idioma vietnamita, que tienen una amplia gama de honoríficos para indicar el estado del hablante en lo que respecta a la persona a la que se está hablando.

### Matrimonio
En el pasado, se esperaban que tanto los hombres como las mujeres se casaran a una edad tarde de viejo. Los matrimonios eran generalmente arreglados por los padres y una familia extendida, con los niños teniendo muy poca voz en el asunto. 
En la Vietnam moderna, esto ha cambiado ya que las personas eligen su propio matrimonio basado en el amor y en consideración de sus propias necesidades y deseos[cita requerida].
La boda tradicional vietnamita es una de las ocasiones más importantes de las tradiciones vietnamitas. A pesar de la occidentalización, una boda tradicional vietnamita continúa siendo celebrada por los vietnamitas y por los vietnamitas que viven en el extranjero, a menudo combinando elementos occidentales y orientales. 
Dependiendo de la tradición de grupos étnicos específicos, el matrimonio incluye diversos pasos y procedimientos, pero generalmente hay dos ceremonias centrales:
- Lễ Ǎn Hỏi (ceremonia de compromiso): en algún momento antes de la boda, el novio y su familia visitan a la novia y su familia con cajas redondas laqueadas denominadas regalo de esponsales. La cantidad de cajas debe ser un número impar. Los regalos incluyen nueces de areca, hojas de betel, té, pastel, frutas, vino, y otros manjares diversos y dinero. Los regalos son cubiertos con papel rojo o tela, y son transportados por las muchachas solteras o niños. Ambas familias están de acuerdo para escoger una buena fecha para la boda.
- Lễ Cưới (ceremonia de boda): en el día de la boda, la familia del novio y sus parientes van a la casa de la novia y le piden permiso para que el novio se case con ella y llevan la novia a su casa. Los huéspedes serán invitados a ir y celebrar el matrimonio de la pareja. La pareja reza ante el altar pidiendo a sus antepasados permiso para su matrimonio, luego de expresar su agradecimiento a los padres de la novia y el novio por criarlos y protegerlos.

### Velatorio
Cuando una persona fallece en Vietnam, la familia tiene un velatorio o vigilia que típicamente dura de cinco a seis días, pero puede durar más tiempo sí la familia están esperando la llegada de otros familiares. El cuerpo se lava y se viste. Un jamón le ngam, o palillos, se coloca entre los dientes y un poco de arroz y tres monedas se colocan en la boca. El cuerpo se coloca en un petate tendido en el suelo de acuerdo con el dicho, «siendo nacido de la tierra, debe regresar a la tierra». El cadáver es envuelto con una tela blanca, le kham liem, y colocado en el féretro, le nhap quan. Finalmente, se realiza la ceremonia fúnebre, le thanh phuc. 

### Funeral
La familia viste turbantes y túnicas de gasa gruesa para el funeral. Hay dos tipos de cortejos fúnebres:
- El tradicional: la fecha y la hora de la procesión fúnebre, le dua tang, deben ser cuidadosamente seleccionadas. Los familiares, amigos y descendientes participan en el funeral para acompañar al fallecido camino al cementerio. Los votivas se dejan caer en el camino. En la tumba, el féretro se baja y se entierra. Después de tres días de luto, la familia visita la tumba de nuevo, le mo cua ma, o el culto para la apertura de la tumba. Después de 49 días, le chung that, la familia para de llevarle arroz al fallecido al altar. Y finalmente, después de 100 días, la familia celebra el tot khoc, o el final de las lágrimas. Después de un año se realiza la ceremonia del primer aniversario de la muerte del familiar ya los dos años se lleva a cabo la ceremonia del final del duelo.
- El moderno: hoy en día, las ceremonias de duelo siguen nuevos rituales que son simples; consisten en cubrir y colocar el cadáver en el féretro, la procesión fúnebre, el entierro del féretro en la tumba, y la visita a la tumba.

## Religión y filosofía
La religión en Vietnam ha sido históricamente definida en gran parte por la mezcla de Asia Oriental con el budismo, confucionismo, y taoísmo. Son los llamados Tam Giáo, o «la religión triple». Más allá de Tam Giáo, el catolicismo también es practicado en la Vietnam moderna. El budismo vietnamita ha sido muy popular. Esto encaja perfectamente con el concepto de «religión triple», haciéndolo difícil para muchos vietnamitas el identificar exactamente que religión practican.
Además de la «religión triple», la vida vietnamita también fue influida profundamente por la práctica del culto a los ancestros, así mismo como el animismo nativo. La mayoría de los vietnamitas, independientemente de la confesión religiosa, practican el culto a los ancestros y tienen un altar ancestral en su casa o negocio, un testamento al énfasis de la cultura vietnamita en el deber fililal.
Junto con las obligaciones para el clan y la familia, la educación ha jugado siempre un papel vital para la cultura de Vietnam. En los tiempos antiguos, los escolares eran colocados en la parte superior de la sociedad. Los hombres no nacidos de sangre noble podían elevar su estatus a través del estudio para el riguroso examen imperial. 
Al igual que sucedía con los funcionarios mandarines, pasar el examen podría abrir las puertas a una posición en el gobierno, otorgándoles poder y prestigio.

## Gastronomía

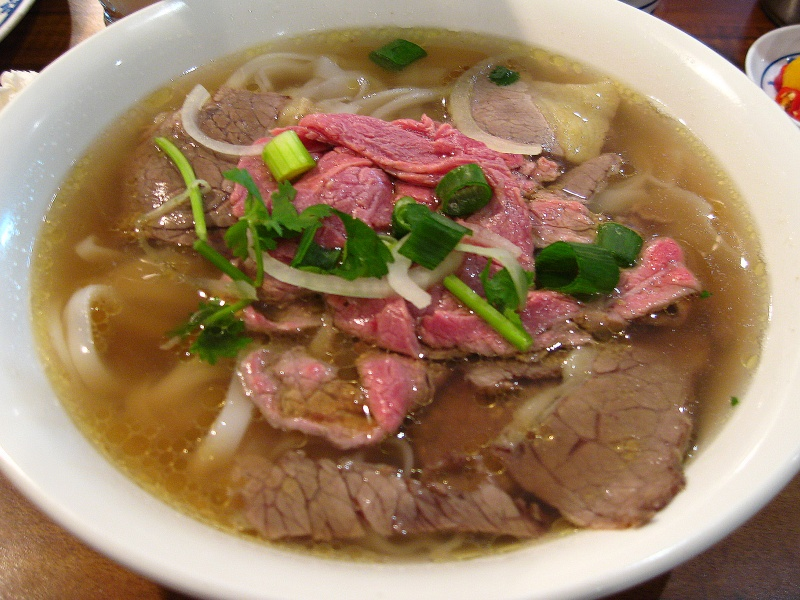
Un tazón de phở.

La cocina vietnamita es extremadamente diversa, a menudo dividida en tres categorías principales, cada una perteneciente a las tres regiones principales de Vietnam (el norte, centro y el sur). Se utiliza muy poco aceite y muchos vegetales, y está basada principalmente en el uso de arroz, salsa de soya, y salsa de pescado. Sus sabores característicos son dulces (azúcar), picantes (chiles serranos), ácidos (limón), nuoc mam (salsa de pescado), y con sabor a una variedad de menta y albaca. 
Vietnam también tiene una gran variedad de tallarines y sopas de fideos. Diferentes regiones inventaron diferentes tipos de fideos, variando en formas, sabores, colores, etc. Uno de los tipos más famosos de fideos de la nación es el Phở (pronunciado "fuh"), un tipo de sopa de fideos originaria del norte de Vietnam, que consiste en fideos de arroz y sopa de carne (a veces sopa de pollo) con otros ingredientes como brotes de soja y cebolletas (cebollas de primavera).
A menudo se come en el desayuno, pero también en un delicioso almuerzo o una cena ligera. El caldo hervido, con picantes y salsas, se vierte sobre los fideos y vegetales, cortando en rebanadas finas la carne antes de servir. El Phở puede ser saboreado, incorporando diferentes sabores: el dulce sabor de la carne, los limones agrios, la salsa de pescado salada, y verduras frescas.
En la actualidad, la cocina vietnamita ha ganado popularidad y es posible encontrar restaurantes vietnamitas en otros países como Estados Unidos, Australia, Canadá, Corea del Sur, Laos, Japón, China, Malasia y Francia.
La cocina vietnamita es reconocida por su selección estricta y a veces exigente de los ingredientes.

## Arte
El arte tradicional vietnamita comprende el arte practicado en la antigüedad (incluyendo los tambores Dong Son), el arte posterior a la dominación China que fue fuertemente influenciado por el arte budista chino, junto con otras filosofías como el taoísmo y el confucionismo. El arte de Champa y Francia también desempeñaron un papel menor. 
La influencia china en el arte vietnamita se manifiesta en su cerámica, caligrafía, y arquitectura tradicional. En la actualidad, las pinturas de laca de Vietnam son muy populares. 

### Caligrafía
La caligrafía tiene una larga historia en Vietnam, antiguamente se utilizaba escritura china junto con el alfabeto vietnamita. Sin embargo, la caligrafía moderna de Vietnam utiliza la escritura romana basada en Quốc Ngữ, que ha demostrado ser muy popular. 
En el pasado, la alfabetización en los sistemas de escritura antiguos basados en caracteres vietnamitas estaba restringida a los académicos y las élites, la caligrafía aún juega una parte muy importante en la vida vietnamita. En ocasiones especiales como el Año Nuevo Lunar, las personas iban con sus maestros para hacer una caligrafía colgante (a menudo poesía, dichos populares o incluso sólo una palabra). Las personas que no pueden leer o escribir a menudo se encargaban de los santuarios del templo.

### Cine
Entre 1920 y 1940 la industria cinematográfica tres largometrajes y varios documentales realizados por franceses o chinos. En el periodo que transcurre entre la ocupación de país por parte de Japón y el fin de la ocupación francesa, destacan Thân Trọng Kỳ y Lê Hoàng Hoa así como la creación en el norte de la Empresa Estatal de Fotografía y de Cine que se dedicará a hacer documentales entre los que destaca La batalla de Ðiện Biên Phủ de Nguyễn Tiến Lợi.
Nguyễn Hồng Nghi y Phạm Kỳ Nam realizan en 1959 En las orillas de un mismo río, la primera película de ficción. Ese mismo año se crea la Escuela de Cine. En la década de los sesenta los directores se formaran en la República Democrática Alemana.
Tras le reunificación del país, la guerra contra franceses y estadounidenses, los dramas de ésta y la construcción del Socialismo serán la temática recurrente de las películas. Al inicio de los ochenta ideológica y formalmente el cine contará con una mayor libertad y una menor censura, destacando Nuestro postrer alejamiento en la que se habla de la necesidad de una reconciliación entre Norte y Sur. Las ficciones pasaran a interesarse por los problemas sociales. Así nos encontramos con varias películas, entre las que se encuentra La joven del río perfumado (1986) -primera película vietnamita en color-, en las que se denuncia la situación de las mujeres del Sur y los problemas que encuentran para reinsertarse en el mundo laboral tras abandonar la prostitución a la que estaban abocadas con la ocupación de las tropas estadounidenses.

## Patrimonios reconocidos por UNESCO
Vietnam tiene una serie de monumento clasificados por la UNESCO como Patrimonios de la Humanidad, como también reliquias culturales consideradas como patrimonio inmaterial. Estos se dividen en categorías específicas:

### Sitios del patrimonio cultural
- Hội An: una ciudad antigua y centro comercial.
- Ciudad Imperial de Huế: Complejo de monumentos en la antigua capital imperial.
- Santuario Mi-Sön: antiguo templo de la civilización Champa en la provincia de Quảng Nam.

### Sitios del patrimonio natural
- Parque Nacional Phong Nha-Ke Bang ubicado en la provincia de Quang Binh.
- Bahía de Ha-Long

### Patrimonio cultural inmaterial
- Nhã nhạc: Una forma de música de la corte vietnamita.
- Espacio de cultura Gong en las tierras altas centrales de Vietnam.
- Ca trù: Poesía cantada del norte del país.
- Quan họ: Coplas interpretadas por dos mujeres de una aldea que cantan al unísono y, alternativamente, por dos hombres de otra aldea que les responden con melodías similares, pero diferente texto.

La UNESCO tiene en estudio otras propuestas que podrán irse reconociendo y declarando en un futuro.